# Cueva de los Tayos

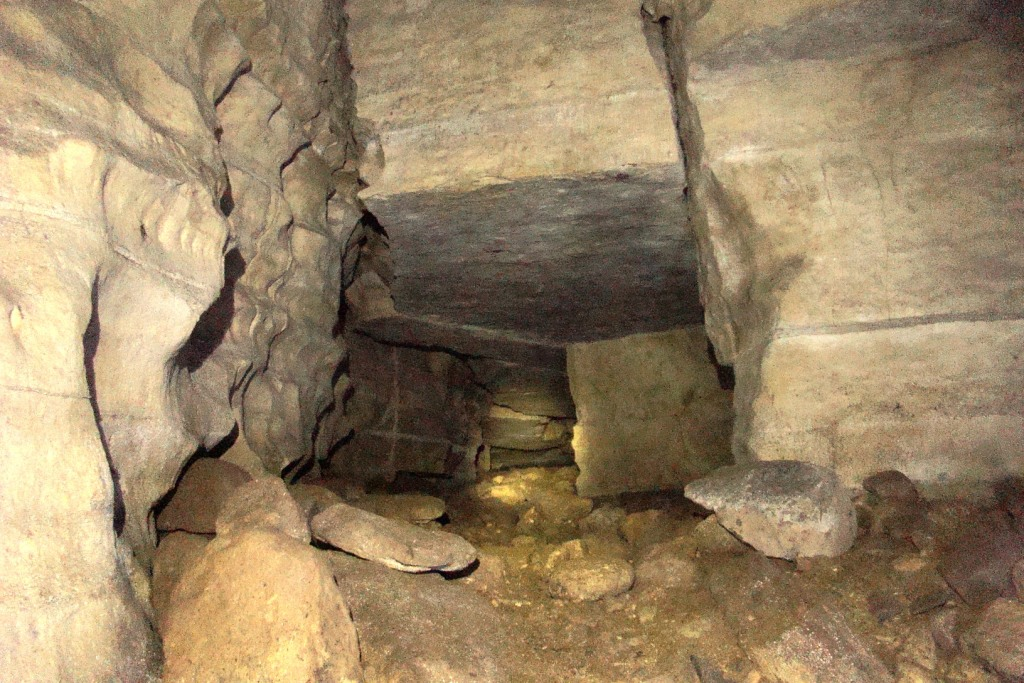
Corredor simétrico al oeste de la Chimenea.

La Cueva de los Tayos se encuentra en la República del Ecuador, en la provincia de Morona Santiago, cantón Limón Indanza, en la zona montañosa irregular llamada Cordillera del Cóndor. Debe su nombre a ser el hábitat de aves nocturnas llamadas tayos (Steatornis caripensis), que habitan en numerosas cuevas en las selvas andinas de América del Sur.

## Ubicación
La Cueva de los Tayos está ubicada en la selva alta virgen a 2 km al sur del río Santiago y 800 metros al oriente del río Coangos. Según una medición realizada en el 2012 con un altímetro GPS, se encuentra a 539 m sobre el nivel del mar. La cueva está situada en Coangos, donde hay un centro sindical y una comunidad de indígenas shuar.
Las ciudades más cercanas son General Plaza, Méndez y Santiago. El ingreso se realiza bajo el permiso de la corporación Cueva de los Tayos en Coangos.
Hay algunas alternativas para llegar a la cueva:
- A pie o caballo, desde el pueblo Yukiantza; existe un puente de madera sobre el río Namagoza, el cual se debe cruzar, seguido de una subida de 300 m y un descenso posterior hasta el río Zamora. Aquí existe otro puente de madera seguido de un camino de 8,5 km hasta Coangos.
- En bote, desde Yukiantza se puede acceder por el río Santiago a Coangos Bajo.
- En helicóptero, desde Macas, donde existe un helipuerto.

## Descripción
El acceso principal a la cueva consiste en un túnel vertical llamado la Chimenea. La boca o entrada es de 2 m de ancho y 15,6 m de largo en la abertura, y tiene aproximadamente 63 m de profundidad. La bajada desde el punto donde se inicia el descenso es de 90 grados en vertical y tiene 48.9 m, con un desnivel de -200 md. El descenso solo se puede realizar utilizando una cuerda para escalar, arnés y descendedores (cada persona deberá llevarlos por su propia seguridad). Una vez que se ha descendido por la chimenea, uno se encuentra en un espacio gigante de 7,8 metros de ancho y 68 metros de largo. Luego de avanzar 20 metros hacia el este, se presenta otra pequeña bajada de 5,6 m de altura, para entrar definitivamente a los diversos túneles, que miden un total de 4,6 km.
Luego de descender la segunda bajada, se encuentran unas formaciones que parecen estructuras arquitectónicas, como, por ejemplo, una puerta gigante, unas paredes y un túnel geométrico creados por la erosión del agua. De inmediato se continúa a una sala grande o galería que tiene un largo de 2,9 km con 50 metros aproximadamente de ancho, y mantiene una altura promedio entre 15 y 35 metros.
Las formaciones de piedra contienen ángulos rectos y acabados con formas simétricas y muy lisos, lo que a simple vista da la impresión de que hubiesen sido creadas por el hombre. La formación de la cueva se debe en gran parte a la acción del agua filtrada en el manto de roca caliza, lo que ha provocado impresionantes formaciones de estalactitas, estalagmitas y estalagnatos.

## Ocupación de la cueva
Los humanos más antiguos que se albergaron en estas cuevas datan del Paleolítico superior (48 000–12 000 años a. C.) donde la cueva brindó protección durante los finales de la glaciación. Aproximadamente 9000 años a. C. estos humanos abandonan la cueva por el mejoramiento de clima y se dirigen hacia el sur situándose en la parte costera del Perú y el norte de Chile.[cita requerida]
En la época del Neolítico (Edad de Piedra reciente) la cueva vuelve a ser habitada a partir de los 3000 años a. C. por una civilización preshuar, esta ya usaba artefactos de cerámica, lo que comprueba la Universidad de Múnich en una datación por carbono-14.[cita requerida]
Aproximadamente alrededor de 1500 a. C. empiezan los primeros shuar a situarse en la zona y se mezclan con los aborígenes de la cueva. Se tiene registro que hasta 500 d. C. la cueva es habitada. Desde ahí hasta 1900 se practican cazas de los tayos una vez al año. Los shuar ven la cueva con mucho respeto y creen que ahí descansan los espíritus de sus ancestros.[cita requerida]

## Exploraciones y popularización en elsigloXX

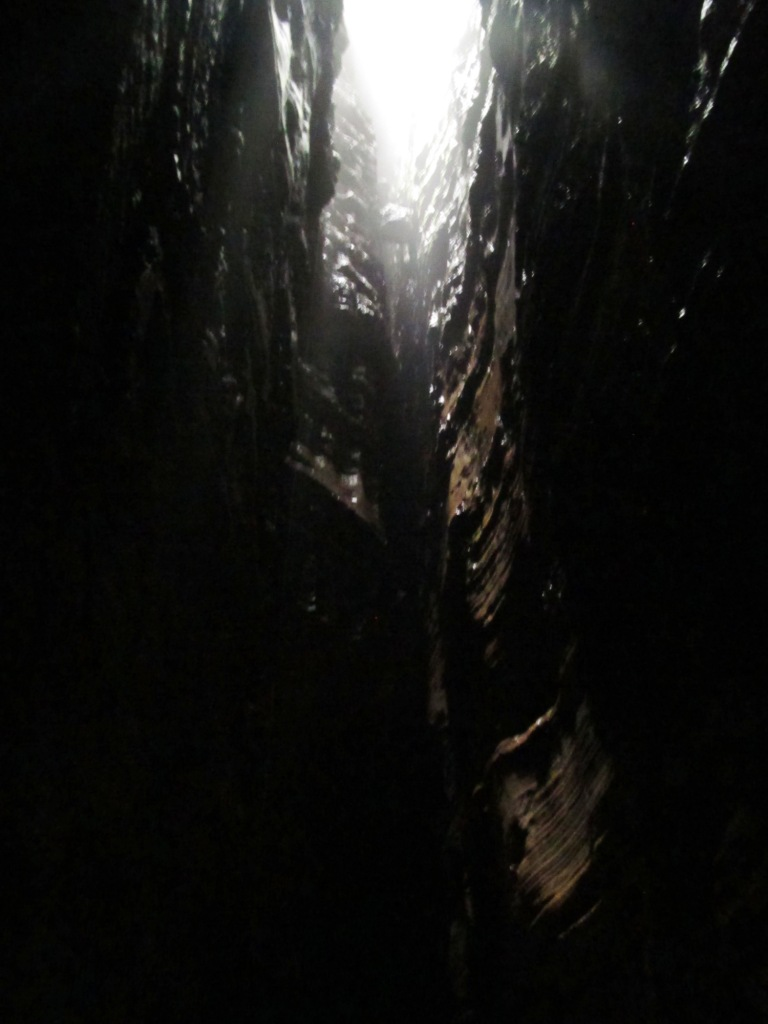
La chimenea - cueva de los Tayos.

La caverna, con la entrada principal a una altitud aproximada de 540 metros, fue usada desde la Antigüedad por los indígenas shuar, los cuales descendían cada primavera con escaleras y antorchas para capturar las aves mencionadas previamente. Las referencias escritas sobre la cueva se remontan hasta 1860, y es sabido que fue objeto de visitas por buscadores de oro y personal militar ecuatoriano en la década de 1960.
El sacerdote salesiano y documentalista italiano Carlos Crespi Croci tuvo conocimiento de la Cueva de los Tayos desde la década de 1920 debido a que se realizó un documental sobre los indígenas shuar en 1927. Una serie de piezas que al decir de Crespi le fueron acercadas por miembros de la comunidad shuar, fueron guardadas en el Museo Privado de Carlos Crespi Croci en Cuenca. De tales objetos shuar y preshuar solo quedan algunas fotografías y vídeos, ya que la mayor parte de estos fueron vendidos y otros hurtados en el incendio de 1962. Después de la muerte del cura salesiano en 1982, estos objetos desaparecieron del convento salesiano de Cuenca.
En publicaciones de índole ocultista se ha aseverado que la masonería de varios países se habría interesado en la época en encontrar la fabulosa biblioteca metálica que un autor húngaro-argentino, János Juan Móricz (1923–1991), pretende haber encontrado en la cueva en los años sesenta. Este pretendido hallazgo fue popularizado luego por el escritor suizo Erich von Däniken en su libro Oro de los Dioses. Asimismo, un grupo de mormones llegó a creer que tales planchas metálicas, que están descritas en el libro del profeta Joseph Smith, son justamente las que existieron según Moricz en la Caverna Subterránea, ya que el ángel Moroni que menciona el libro de Smith lleva un nombre similar a la provincia donde está ubicada la cueva: Morona Santiago.
A raíz de esto se llevó a cabo una serie de expediciones al lugar, la más conocida de las cuales corresponde a la organizada en 1976 por el aventurero escocés Stan Hall, que incluía al exastronauta y primer hombre en pisar la luna, Neil Armstrong, así como a algunos personajes de la arqueología, la investigación y el Ejército ecuatoriano. Esta expedición realizó una exploración detallada de la cueva, que duró aproximadamente una semana. Tras aquella hubo más expediciones, aunque con menor frecuencia. La última expedición fue en el año 2012 a cargo del explorador polaco Yoris Jarzynski, la cual concluyó que la formación de la cueva es de origen natural (geológica).[cita requerida]

## Expediciones 2006-2009

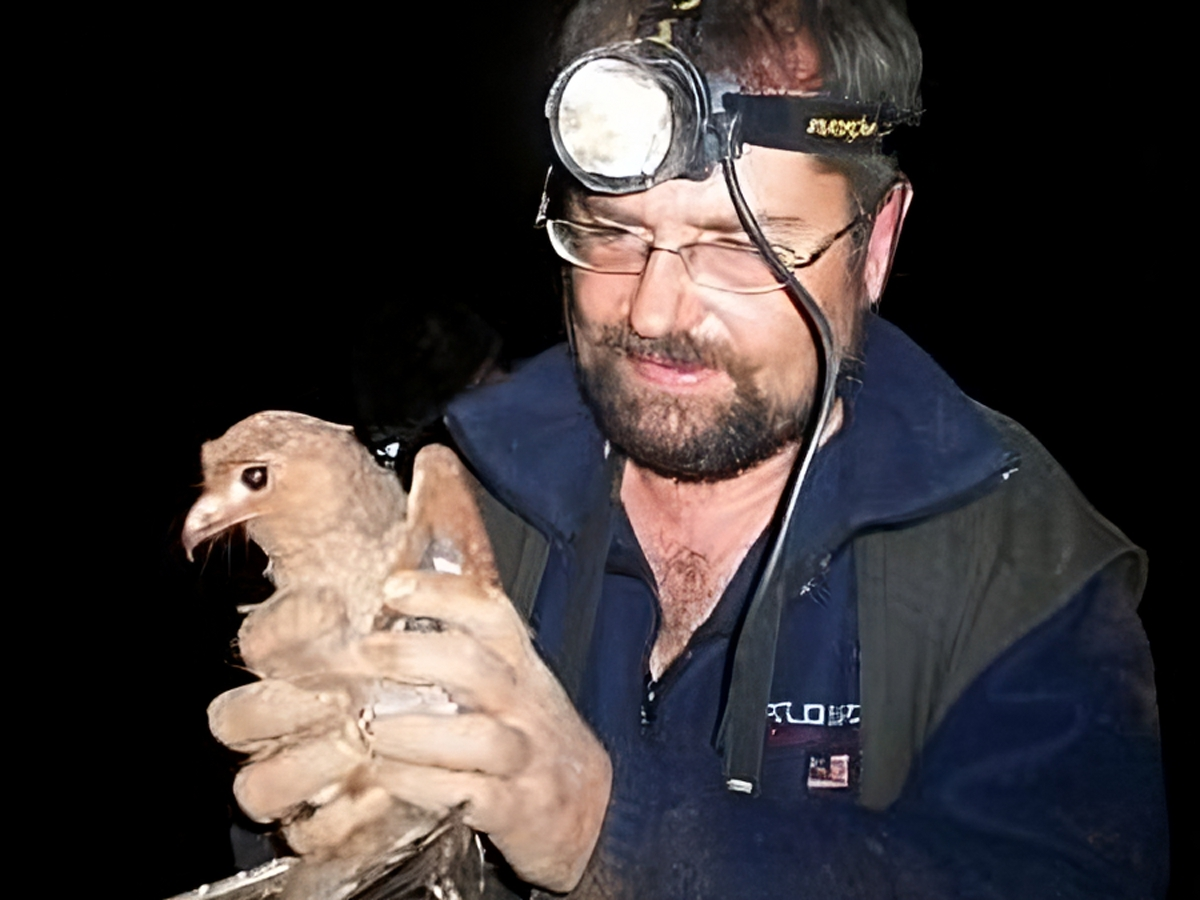
Alex Chionetti holding one of the birds that gives the Cueva de los Tayos its name in Spanish.

Como amigo y discípulo de los principales protagonistas y descubridores de las cuevas en la década de 1960, el explorador y cineasta argentino Alex Chionetti realizó una serie de expediciones entre 2006 y 2009. En 2007, llegó a las profundidades de la cueva principal (la Cueva del río Coangos) después de varios meses de idas y venidas a través de la jungla y enfrentando hostilidades de los indígenas locales.
Chionetti descubrió figuras de animales a lo largo de los ríos subterráneos en el sistema de cuevas de Tayos de Pastaza, así como un grabado en una pátina dorada que representa un doble cuadrilátero. Además, en Coangos, fue el primero en grabar digitalmente la entrada ahora conocida como Puerta de Moricz (anteriormente Puerta de Von Daniken), destacando lo que se llama "la piedra angular", un detalle arquitectónico que probaría que partes de la estructura han sido construidas o adaptadas al paisaje o entorno natural de las cuevas.
El explorador argentino puso el lugar en el mapa (2010) cuando actuó como productor consultor para la serie Ancient Aliens (History Channel, Prometheus Entertainment).
En su libro más vendido, Mysteries of the Tayos Caves, Chionetti narra su odisea de exploración y supervivencia cuando un grupo de nativos Shuar decidió atacar a su grupo después de salir de las cuevas. La prensa estadounidense cubrió la historia en primera plana, describiendo a Chionetti como un verdadero Indiana Jones, luchando a través de la selva amazónica y perseguido como el legendario explorador de las películas.

## Alineaciones con el solsticio
Alex Chionetti regresó a la Cueva de los Tayos en el río Coangos con una expedición de ocho personas, junto a Oscar Leonel Arce, un sargento guía y propietario de Vertical Extreme, quien organiza tours y visitas a las cuevas —además de continuar explorándolas— llevando a turistas y aventureros a nuevas secciones de los 10 kilómetros que ha explorado hasta ahora en cada nuevo viaje.
En esta nueva incursión a los misterios de los Tayos, Chionetti investigó un fenómeno que le había intrigado durante años: si la luz del solsticio (ya sea de verano o invierno) influye en ciertos sitios considerados sagrados dentro de las cuevas.
Uno de estos sitios es una abertura secundaria conocida como El Pozo de la Luz, donde también penetra la luz solar. Este lugar fue el sitio del único hallazgo arqueológico en 1976: una tumba que contenía un esqueleto rodeado de artefactos, incluyendo cerámicas, decoraciones y una concha de Spondylus, lo que indica contacto con las culturas costeras del Pacífico.
Al sincronizar su expedición con el solsticio de invierno (del 21 al 23 de junio), Chionetti determinó que la luz no se alinea con el sitio de enterramiento en estas fechas. Sin embargo, sí se desplaza para coincidir con el solsticio de verano, alrededor del 21 de diciembre.
Tanto las culturas de la selva como las andinas estaban orientadas hacia el sol y seguían una alineación perfecta con el meridiano ecuatorial. Esta correlación astro-arqueológica se evidencia en la forma de pirámides, plataformas, calzadas, acueductos, caminos empedrados y ciudades compuestas por tolas.
Chionetti también logró un hito histórico al alcanzar la estalagmita donde Neil Armstrong, el primer hombre en la Luna, aterrizó durante su exploración de la cueva a mediados de los años setenta.
Estos eventos coincidieron con el lanzamiento del libro de Chionetti, La Odisea de los Tayos, publicado por Grupo Planeta en 2024—una obra que tardó más de tres décadas en completarse—. El autor incluso firmó copias del libro en lo profundo de la cueva, compartiendo información inédita sobre la verdadera historia y los eventos de la cueva, diferenciando la realidad de la ficción.
También lideró otra expedición relacionada con trabajos previos, donde anunció que se encontrarían evidencias de culturas avanzadas. Estas predicciones se han confirmado en los últimos años a través de descubrimientos realizados con LiDAR en la región del río Upano. Esta área elevada, que abarca más de 300 kilómetros cuadrados, está compuesta por cientos, si no miles, de tolas o estructuras semi-piramidales, que sirvieron como viviendas y lugares de culto para millones de habitantes miles de años antes de Cristo.
Otra observación preocupante por parte del explorador argentino fue la disminución de la población de aves Tayos, en comparación con sus expediciones anteriores entre 2006 y 2009. Esta disminución en el número de aves se ha vinculado al aumento del turismo de aventura y las incursiones de visitantes nacionales y extranjeros, especialmente durante los fines de semana festivos. Es imperativo realizar un conteo de aves y evaluar el impacto del turismo en estos santuarios, considerados sagrados por la nación Shuar, que continúa gestionando el acceso a sus sistemas de cuevas.